# IC 1320
IC 1320 ist eine Spiralgalaxie vom Hubble-Typ Sb im Sternbild Delfin. Sie ist schätzungsweise 229 Millionen Lichtjahre von der Milchstraße entfernt.
Das Objekt wurde am 19. August 1893 von dem Astronomen Stéphane Javelle entdeckt.